# GZA (rapper)
GZA, anche noto come The Genius, pseudonimo di Gary Earl Grice (New York, 22 agosto 1966), è un rapper statunitense, membro fondatore insieme al cugino RZA del collettivo hip hop Wu-Tang Clan.
GZA è considerato uno dei rapper più importanti della scena East Coast, molto noto per le liriche e le importanti collaborazioni.

## Discografia

### Album in studio
- 1991 – Words from the Genius
- 1995 – Liquid Swords
- 1999 – Beneath the Surface
- 2002 – Legend of the Liquid Sword
- 2005 – Grandmasters (con DJ Muggs)
- 2008 – Pro Tools

## Filmografia
- Coffee and Cigarettes, regia di Jim Jarmusch (2003)

## Doppiatori italiani
- Gaetano Varcasia in Coffee and Cigarettes